# Mau Marssen
Maurice Léon Mus (Brugge, 30 januari 1902 – Assebroek, 10 augustus 1977) was een Belgisch letterkundige en hij gebruikte het pseudoniem Mau Marssen.

## Levensloop
Mus werd trambestuurder. Tussen de beide wereldoorlogen schreef hij enkele realistische en naturalistische romans. Hierin wilde hij, zonder subjectieve interpretatie, een fotografische weergave geven van het leven, bij voorkeur gezien aan de zelfkant van de maatschappij.
In 1922 trouwde hij met de naaister Laura Witters. Ze was een bazige vrouw en in 1940 bleek dat ze Duitse sympathieën had. Het koppel ging Sint-Amandstraat 4 wonen, om er een herberg uit te baten. Een paar jaar later debuteerde hij in het Antwerpse dagblad De Schelde met twee kortverhalen: De man die koud bleef en De man die tuchtigt. Hij ondertekende ze met de schuilnaam Musten Mis. In 1927 herdrukte hij zelf die verhalen onder het pseudoniem Mau Marssen en met als uitgeverij Beertje van de Loge.
In 1928 werd hij lid van de literaire club Brugse Maffia en publiceerde hij in het Nederlands communistisch dagblad De Tribune een boksersroman De man met de vuisten.
Hetzelfde jaar verscheen in De Doedelzak, een 'jaarboek der Vlaamsche jongeren', van zijn hand Tournee Sawinski, een verhaal over Geert, een ambitieuze jongeman.
1929: Na de geboorte van achtereenvolgens een zoon en een dochter, verhuisde Mus naar de Brugse randgemeente Sint-Andries. Hij werkte nu als tramconducteur. Hij reed met tram 1 van het Brugse station via de Markt naar de oostelijke randgemeente Assebroek, waar zich aan het Gemeenteplein het tramdepot bevond, en terug. In die tijd hield de functie van tramconducteur veel meer in dan alleen maar kaartjes verkopen en de tram besturen. Onder zijn bevoegdheid viel ook het bedienen van de sleeprijtuigen, het remtoestel en de seintoestellen. Verlichtingsdraden met elkaar verbinden en het nazicht van het gehele rijtuig vielen ook binnen zijn jobomschrijving.
1930: Hij ontving een brief van uitgeverij Erven J. Bijleveld uit Utrecht – waarin hem werd gevraagd om een bijdrage voor een bundel met oiginele verhalen: Twintig Noord- en Zuid-Nederlandse verhalen. Marssen stuurde Vuisten’ in, een verhaal over een getalenteerd bokser.  
1931: Drie jonge Maffiosi, Mau Marssen, Marcel Matthijs en Hugo Vrielynck, gaven kortstondig het tijdschrift Seinen uit, waarvan vier nummers verschenen. In het derde nummer publiceerde Marssen een ambitieus manifest: "Vijfjarenplan der Vlaamse literatuur".
1938: Na al te hebben gepubliceerd onder de inprint Beertje van  de Loge, richtte hij zijn eigen uitgeverij op onder de naam De Gouden Bezem, en publiceerde zijn novelle Het offer van de ziel. 
1941: De novelle Nuchtere wereld rolde, weer in eigen beheer, van de persen.
Midden 1941: Mus nam vrijwillig dienst in Duitsland. Hij deed het onder druk van zijn vrouw, omdat ze hun zoon Marnix wilden laten studeren en hiervoor geld nodig was. In september 1941 kwam hij in dienst van de Organisation Todt.
28 mei 1945: Mus werd naar Brugge gerepatrieerd en opgesloten in het interneringskamp van Sint-Kruis.
23 mei 1947: Hij werd door de Krijgsraad veroordeeld tot 2 jaar gevangenisstraf en levenslange ontzetting uit zijn burgerrechten. Hij verhuisde naar Borgerhout en werd havenarbeider.
Mei 1949: Hij werd grotendeels in zijn burgerrechten hersteld.
1965: Hij publiceerde een erotische verhalenbundel, De Verloren Schaapjes.
Augustus 1974: Maurice Mus keerde met zijn vrouw Laura terug naar zijn oude huis in Assebroek.

## Publicaties
- 1927 De man die koud bleef (roman), Brugge: uitgave Beertje van de Loge.
- 1930 De vrouw van 16 jaar (toneel)
- 1938 Het offer van de ziel (verhalen), Sint-Andries-bij-Brugge (Torhoutsesteenweg, 133): uitgave De Gouden Bezem.
- 1941 Nuchtere wereld (roman), Sint-Andries-bij-Brugge (Torhoutsesteenweg, 133): uitgave De Gouden Bezem.
- 1965 De verloren schaapjes (erotische verhalen), Gent (Ketelvest, 8): uitgeverij De Steenbok.

In kranten en tijdschriften
- 1922 De man die koud bleef en De man die tuchtigt, in: De Schelde.
- 1929 Tournee Sawinski, in: De Doedelzak, Jaarboek van Vlaamse Jongeren, Gent, De Goudkever, Gent, 1929.
- 1930 Schmerkoff en de Verbazing, in: De Vrije Bladen, 7 (1930) pp. 326-329.
- 1930: Vuisten (verhaal) In: Constant Van Wessem, Twintig Noord- en Zuidnederlandsche Verhalen Utrecht, Zijdeveld 1930.
- 1931: Vijf Jaar Plan der Vlaamse Literatuur (essay), in: Seinen, jrg. 1 (1931) pp. 3:7.
- Volgorde (verhaal) In: Seinen, jrg. 1 pp. 9-12
- Badinski (verhaal) In: Seinen, jrg. 1 nr 2
- Mau Marssen’s Regie (verhaal) In: Seinen, jrg. 1 nr. 3
- Arabesken I & II (verhaal) In: Seinen, jrg. 1
- A. Extrospectie/B. Introspectie (verhaal) In: Seinen, jrg. 1 nr 4